# 辛古 (辽朝)
辛古（？—973年），又作斯奴古，辽朝刺杀辽穆宗的人物，本是御厨（庖人），著帐奴隶，契丹族。
辽穆宗荒淫残忍，左右稍有过错，就遭受炮烙、铁梳、断手足、烂肩股、折腰胫、划口碎齿等酷刑，或者直接亲手杀死。应历十九年（969年）二月，随穆宗出猎怀州黑山（今内蒙古巴林左旗罕山）。在行宫，穆宗酒醉，因进食稍稍迟缓，索就想斩杀庖人。辛古恐怕遭害，他交结近侍小哥、盥人花哥等六人联合反抗，借捧食进膳之机，挟刀进帐，杀穆宗，逃走藏匿。契丹皇帝被杀，对辽国统治者震动很大。辽景宗保宁五年（973年）十一月，辛古被擒，遇害。